# 河村螢
河村螢（日语：／ Kawamura Kei，5月28日—）是一名日本女性聲優。出身於兵庫縣。LAL所屬。

## 人物
舊藝名為河村友美。
興趣是落語。專長是關西腔、畫畫。
聲音類型為次女高音至女低音。
持有的證照為漢字檢定準二級。

## 演出作品
※粗體字為主要角色。

### 電視動畫
2016年
- 潮與虎（HAMMR女性工作人員）
- 甲鐵城的卡巴內里（女）
- 超時空要塞Δ（人們）

2017年
- 鬼平（奉公人D）

2018年
- 傀儡馬戲團（便利店客、女高中生）
- 新幹線變形機器人（服務員）
- 進擊的巨人 Season 3（女性、隊員、駐屯兵、市民）
- Fate/EXTRA Last Encore（廣播）
- 我的英雄學院 第3期（女性市民、學生、教師）

2019年
- 傀儡馬戲團（葬禮參列者、胡的女僕）
- 進擊的巨人 Season 3（桑德拉）
- 花牌情緣3（豪德寺繭子、女性觀眾、女性職員）

2020年
- 我的英雄學院 第4期（飛田的母親）

2021年
- SK8 the Infinity（觀眾）
- 更多!認真地不認真的怪俠佐羅利 第2系列

2022年
- 進擊的巨人 The Final Season（弗麗達的母親）
- 更多!認真地不認真的怪俠佐羅利 第3系列（店員）

2024年
- 通靈王FLOWERS（女學生B）
- 迷宮飯（戴阿[2]）
- 魔法光源股份有限公司（女性A）

2025年
- 正義使者 -我的英雄學院之非法英雄-（女性播報員、播報員）

### 劇場版動畫
2018年
- 我的英雄學院：兩個人的英雄（牛仔女郎、島內廣播）

2019年
- 銀河英雄傳說 Die Neue These 星亂（薩賓的乳母、女性兵、人們、市民）
- 我的英雄學院：英雄新世紀（英雄）

2022年
- 銀河英雄傳說 Die Neue These 策謀（女僕、觀眾、艾爾威的侍女）

### 網路動畫
2023年
- PLUTO ～冥王～（機器人妻、克魯特的母親)

### 遊戲
2019年
- TOKYO CHRONOS（二階堂母）
- 寶可夢大師（伊吹）

## 外部連結
- 河村螢｜Lal Official
- 河村螢的X（前Twitter）